# Oiseau de nuit
Oiseau de nuit ist ein französischer animierter Kurzfilm von Bernard Palacios aus dem Jahr 1975.

## Handlung
Ein Mann verlässt als letzter das Rathaus und schließt es ab. Es ist bereits dunkel, im Regen fährt er nach Hause. Kurz vor seinem Haus sitzt unter einer Laterne eine lebensgroße, weiße Vogelfrau, die er ignoriert. Am nächsten Tag erreicht der Mann früh das Rathaus, das er abends im Regen erneut verlässt. Die Vogelfrau wartet, doch er geht nach Hause und isst allein sein Abendbrot. Erst am dritten Tag bricht der Mann mit seiner täglichen Routine und nimmt die Vogelfrau abends im Wagen mit. Sie fahren eine Weile, bis der Wagen zu einer hohen, kunstvollen Mauer kommt. Die Vogelfrau fliegt über die Mauer. Der Mann erklettert die Mauer und sieht auf der anderen Seite ein helles Paradies voller Blumen und Pflanzen, über denen verschiedene Vogelfrauen fliegen. Er kehrt zum Auto zurück. An seinem Haus unter der Laterne sitzt erneut eine Vogelfrau. Der Mann geht zu seinem Haus, kehrt dann jedoch zurück und nähert sich dem Vogel. Am nächsten Morgen fährt der Mann erneut zur Arbeit. An der Laterne sieht man die tote Vogelfrau, erhängt an ihren Flügeln.

## Produktion
Oiseau de nuit (dt. Vogel der Nacht) war nach Le cagouine migrateur (1971) und Tour d’ivoire (1973) der dritte animierte Kurzfilm von Bernard Palacios. Der Film ist in Farbe animiert und hat keine Dialoge. Im Film sind zwei Lieder zu hören: Le père Igor von Jack Treese und A Lola Mora von Cuarteto Cedrón.
Oiseau de nuit wurde unter anderem 1975 auf dem Festival d’Animation Annecy gezeigt. Im Jahr 1994 war der Film auf dem Festival du Court-Métrage de Clermont-Ferrand zu sehen.

## Auszeichnungen
Oiseau de nuit lief 1975 im Wettbewerb des Festival d’Animation Annecy. Der Film wurde 1977 für einen César in der Kategorie Bester Kurzfilm nominiert. Im Jahr 1979 erhielt Oiseau de nuit den Prix Emile-Reynaud der Association française du cinéma d’animation (AFCA).